# 伊恩·羅伯茲
伊恩·羅伯茲（英語：Ian G. Roberts，1957年10月23日—），是劍橋大學語言學教授和唐寧學院的研究員，同時擔任METI諮詢委員會的職務。
1985年，他在南加州大學獲得博士學位。在2000年加入劍橋大學之前，他曾在日內瓦大學（1985年—1993年）、班戈大學（1991年—1996年）和斯圖加特大學（1996年—2000年）擔任教職。此外，他還是唐寧學院的研究員。
羅伯茨教授是一位充滿創造力的語言學家，同時也是諾姆·杭士基極簡主義計劃的堅定支持者。他在羅曼語、日耳曼語和威爾士語的共時句法和歷時句法方面發表了廣泛的著作。